# بطاريق عملاقة
البطاريق العملاقة (الاسم العلمي: Palaeeudyptinae) هي تحت فصيلة متفرعةٌ من بطاريق ما قبل التاريخ. تتضمن عدة أجناسٍ من الأنواع مُتوسطة الحجم إلى الكبيرة جدًا، مثل البطاريق العملاقة الإيكائية الغطاسة، والبطاريق العملاقة الماربلزية، والبطاريق العملاقة بشرية الحجم والبطاريق العملاقة المكتنزة. يصلُ طولُ البطاريق العملاقة الإيكائية الغطاسة إلى 1.5 مترًا (4 أقدامٍ و11 بوصة)، بينما يكون طول أفراد البطاريق العملاقة بشرية الحجم والبطاريق العملاقة المكتنزة أكبر من ذلك، لذلك تُعد بعضها من أكبر البطريق الموجودة على الإطلاق. قد يبلغ وزن جنس البطاريق العملاقة المكتنزة على الأقل وزن إنسانٍ بالغ.

مُقارنةٌ بين البطاريق العملاقة بشرية الحجم (أكبر البطاريق المنقرضة) والبطريق الإمبراطور (أكبر البطاريق الحديثة) مع إنسانٍ ذكرٍ بالغ